# Клапп, Джин
Юджин «Джин» Говард Клапп III (англ. Eugene "Gene" Howard Clapp, III; род. 19 ноября 1949, Бруклайн, Массачусетс) — американский гребец, выступавший за сборную США по академической гребле в начале 1970-х годов. Серебряный призёр летних Олимпийских игр в Мюнхене, победитель и призёр многих регат национального значения.

## Биография
Джин Клапп родился 19 ноября 1949 года в городе Бруклайн, штат Массачусетс.
Заниматься академической греблей начал в летнем лагере в возрасте 12 лет. Продолжил тренироваться во время учёбы в Пенсильванском университете, состоял в местной гребной команде, неоднократно принимал участие в различных студенческих регатах, в частности выигрывал чемпионат Межуниверситетской гребной ассоциации (IRA), будучи капитаном университетской восьмёрки. Позже проходил подготовку в лодочном клубе «Веспер» в Филадельфии.
Наибольшего успеха в своей спортивной карьере добился в сезоне 1972 года, когда вошёл в основной состав американской национальной сборной и благодаря череде удачных выступлений удостоился права защищать честь страны на летних Олимпийских играх 1972 года в Мюнхене. В составе экипажа-восьмёрки, куда также вошли гребцы Франклин Хоббс, Билл Хоббс, Клив Ливингстон, Майкл Ливингстон, Тимоти Микельсон, Питер Реймонд, Лоренс Терри и рулевой Пол Хоффман, в главном финале пришёл к финишу вторым, пропустив вперёд только команду из Новой Зеландии, и тем самым завоевал серебряную олимпийскую медаль. Вскоре по окончании этих соревнований принял решение завершить спортивную карьеру.
Его младший брат Чарльз Клапп тоже добился определённых успехов в академической гребле, серебряный призёр Олимпийских игр 1984 года в Лос-Анджелесе.